# Damir Karakaš
Damir Karakaš (Plaščica (Letinac), près de Brinje, en Lika, Croatie. 21 novembre 1967 - )  un écrivain croate, caricaturiste, musicien de rue. Il a écrit des romans, nouvelles, drames, la poésie et des essais. A reçu des prix nationaux et internationaux pour la caricature. En 2003, il vit à Paris.

## Œuvres
- Bosanci su dobri ljudi / "Les Bosniaques sont des gens bien", livre de récits de voyage (1999)
- Kombëtari, roman (2000)
- Kino Lika, livre de nouvelles (Biblioteka Miss okulist, Ghetaldus optika, Zagreb, 2001.)
- Kako sam ušao u Europu, roman (2004)
- Eskimi, roman (2007)
- Sjajno mjesto za nesreću, roman (2009.)
- Blue Moon, roman (2014)
- Sjećanje šume, roman (2016)
- Proslava, roman (2019)